# 14e Panzerdivision
La 14e Panzerdivision était une division blindée de la Wehrmacht durant la Seconde Guerre mondiale.

## Création
En août 1940, la 14e Panzerdivision est mise sur pied surtout à partir des éléments de la 4e division d'infanterie, désormais dissoute. La division est complètement détruite lors de la bataille de Stalingrad. Une nouvelle 14e Panzerdivision est reformée en France à partir du mois de mars 1943.

## Emblèmes divisionnaires

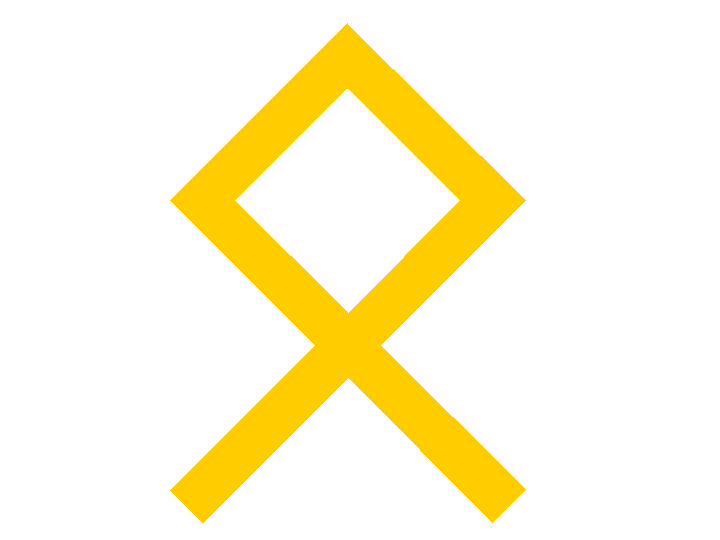
Emblème de la 14e Panzerdivision
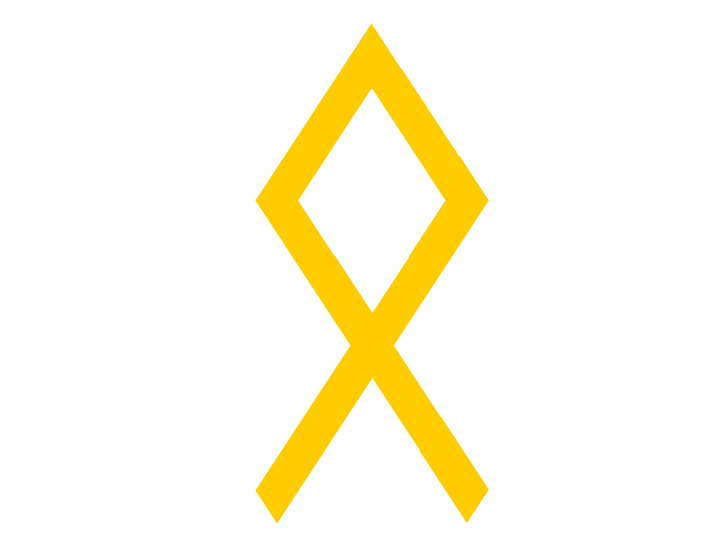
Variante de l'emblème de la division

## Histoire

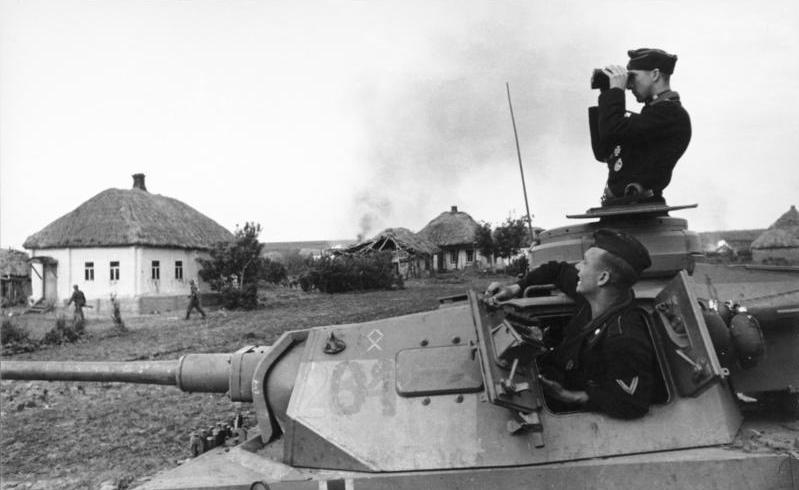
Panzer III de la 14e Panzerdivision aux abords d'un village russe (1942)

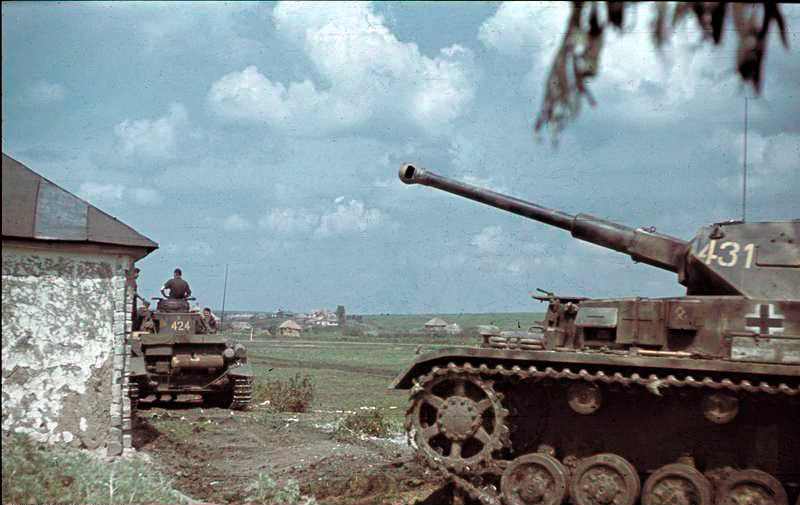
Panzer IV de la 14e Panzerdivison à l'est de l'Ukraine (été 1942)

Le 15 août 1940, la 4e division d'infanterie est réorganisée pour devenir la 14e Panzerdivision ; son régiment de blindés, le Panzer-Rgt. 36, vient de la 4e Panzerdivision, 
En avril 1941, la division participe à l'invasion des Balkans.
À la veille de l'opération Barbarossa, la 14e Panzerdivision possède une force totale de 147 blindés :
- 45 PzKpfw II,
- 15 PzKpfw III (37 mm),
- 56 PzKpfw III (50 mm),
- 20 PzKpfw IV,
- 11 PzBef (chars de commandement)

En juin 1941, elle prend part en Russie à l'opération Barbarossa, puis aux combats dans les batailles de Kiev, Rostov et la poche de Chernigovka.
 
Elle rejoint en novembre 1942 la 6e Armée à Stalingrad et est anéantie en février 1943.
La division est reconstituée en Bretagne d'avril à novembre 1943, puis repart pour le front de l'Est où elle est engagée sur le Dniepr en décembre. 
Elle combat dans la région de Kirovohrad, Kishinev et Iași jusqu'en juin 1944. 
Puis elle part en retraite en Ukraine pour se réarmer et participe en octobre aux combats de la poche de Courlande où elle est encerclée (une partie de la division est évacuée par mer en Allemagne) puis prend part à des combats défensifs dans la région de Libau où elle se rend à l'Armée rouge en mai 1945.

## Commandants
| Début             | Fin               | Grade                                     | Nom                                |
| ----------------- | ----------------- | ----------------------------------------- | ---------------------------------- |
| 15 août 1940      | 30 septembre 1940 | General der Infanterie                    | Erik-Oskar Hansen                  |
| 1er octobre 1940  | 21 mars 1941      | Generalmajor                              | Heinrich von Prittwitz und Gaffron |
| 22 mars 1941      | 30 juin 1942      | Generalmajor                              | Friedrich Kühn                     |
| 1er juillet 1942  | 1er novembre 1942 | Generalmajor                              | Ferdinand Heim                     |
| 1er novembre 1942 | 16 novembre 1942  | Oberst                                    | Hans Freiherr von Falkenstein      |
| 16 novembre 1942  | 26 novembre 1942  | Generalmajor                              | Johannes Bäßler                    |
| 26 novembre 1942  | janvier 1943      | Oberst puis Generalmajor                  | Martin Lattmann                    |
| janvier 1943      | 30 janvier 1943   | Oberst                                    | Günther Ludwig                     |
| 1er avril 1943    | 29 octobre 1943   | Oberst puis Generalmajor                  | Friedrich Wilhelm Sieberg          |
| 1er novembre 1943 | 31 août 1944      | Oberst, Generalmajor puis Generalleutnant | Martin Unrein                      |
| 5 septembre 1944  | 24 novembre 1944  | Generalmajor                              | Oskar Munzel                       |
| 25 novembre 1944  | 31 janvier 1945   | Generalleutnant                           | Martin Unrein                      |
| 1er février 1945  | 23 février 1945   | Oberst                                    | Friedrich-Wilhelm Jürgen           |
| 24 février 1945   | 19 mars 1945      | Oberst                                    | Karl Grässel                       |
| 20 mars 1945      | 8 mai 1945        | Oberst                                    | Walter Palm                        |

## Ordre de batailles

### Août 1940
- 14. Schutzen-Brigade[1]
  - Schützen-Regiment 103
  - Schützen-Regiment 108
- Kradschützen-Bataillon 64
  - MG-Btl. 7
- Panzer-Regiment 36
- Artillerie-Regiment 4
- Aufklärung-Abteilung 40
- Div.Einheiten 4
  - Pionier-Btl. 13

### Mars 1943, nouvelle formationp
- Panzer-Grenadier-Rgt. 103[1]
- Panzer-Grenadier-Rgt. 108
- Panzer-Aufklarung-Abteilung 14
- Panzer-Rgt. 36
- Artillerie-Rgt. 4
- Heeres-Flak-Abteilung 276
- Div.Einheiten 4
  - Panzer-Pionier-Btl. 13
- Panzerjäger-Abteilung. 4
- Panzer-Nachrichnten-Abteilung. 4
- Panzer-Versorgungstruppen 4

## Théâtres d'opérations
- 1941 :
  - Transfert en Hongrie, campagne des Balkans, bataille de Grèce, opération Barbarossa, combats à Kholm, Rostov-sur-le-Don, et atteint le Mious.
- 1942 :
  - Elle participe à la Seconde bataille de Kharkov et à l'Opération Fall Blau.
- 1943 :
  - Enfermée dans la poche de Stalingrad, elle capitule le 2 février. De mars à août 1943, une nouvelle 14. Panzerdivision est créée dans le sud de la France. En septembre elle est envoyée sur le Front de l'Est dans le secteur de Kryvyï Rih en Ukraine participe à la Troisième bataille de Kharkov et combat sur le Dniepr et résiste à l'offensive Dniepr-Carpates.
- 1944 :
  - De janvier à mars, lors de l'opération Bagration, la 14e Panzerdivision combat dans la région de Tcherkassy puis pourchassée elle se retire sur le Prout.
- 1945
  - Devant l'avance du rouleau compresseur de l'Armée rouge, elle recule en combattant par Iași en Roumanie, et traverse la Hongrie, la Bohême, la Moravie, la Pologne et la Courlande où elle capitule en avril.

## Personnalités ayant été dans la14ePanzerdivision
- Herbert Zimmermann
- Kurt Von Jesser
- Heinrich Gerlach